# Texas Instruments TI-99/4A

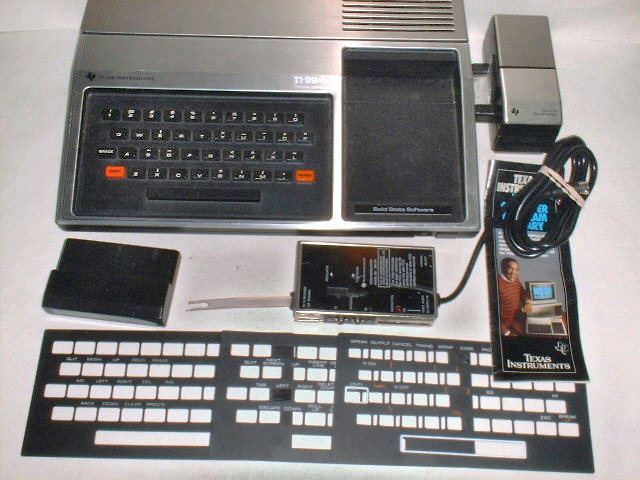
TI-99/4 de 1979 con modulador de RF, sintetizador de voz opcional, plantillas para el teclado, y cartucho. Note las teclas de cambio/cambio de color naranja.

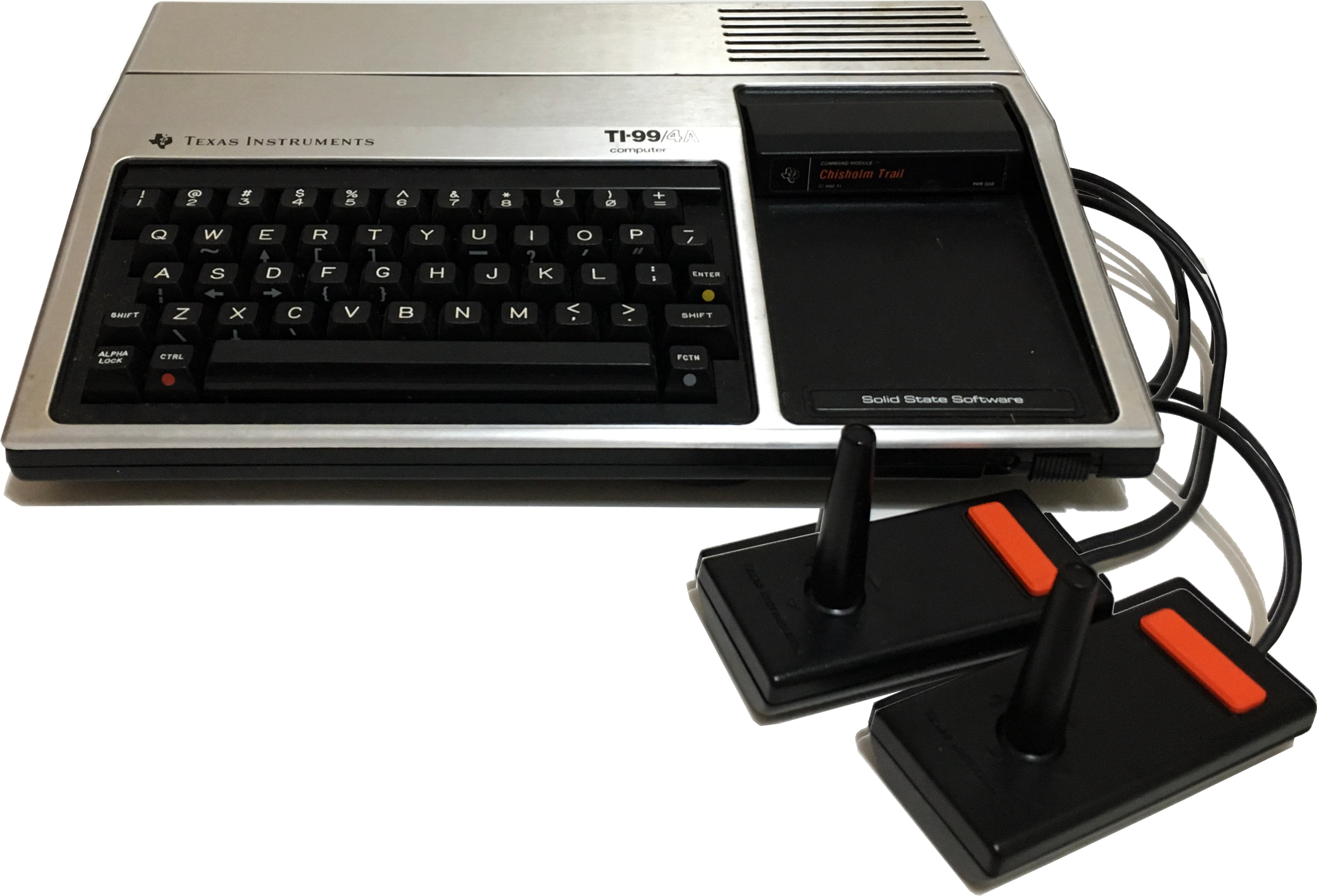
1979 Texas Instruments Home Computer TI 99/4A

El microordenador Texas Instruments TI-99/4A salió a la venta en los Estados Unidos en junio de 1981. Fue muy popular en la década de los 80
La serie de microordenadores TI-99/4 a la que pertenecía la TI-99/4A fue la primera serie de ordenadores personales de 16 bits. En particular, la TI-99/4A tenía un microprocesador de 16 bits TMS9900 funcionando a 3,3 MHz. Sin embargo, varias decisiones en su diseño impactaron negativamente en el rendimiento de la máquina. En primer lugar, sólo disponía de 256 bytes de memoria RAM direccionable por la CPU, y los 16 kB restantes pertenecían al VDP (Visual Display Processor). En segundo lugar, todos los periféricos y la memoria estaban conectados a la CPU a través de un multiplexor 16-a-8, lo que requería de dos ciclos de reloj para cualquier acceso, introduciendo estados de espera (wait state) adicionales. El ordenador accedía a la mayoría de su hardware a través de un bus serie de un solo bit llamado en inglés Communications Register Unit (CRU - 9901).

## Especificaciones técnicas
Estaba construido alrededor de un microprocesador Texas Instruments TMS9900 de 16 bits. La señal de vídeo era modulada para su visualización en un televisor normal y corriente o en un monitor creado especialmente para el TI-99/4A. En cuanto al sonido, tenía un sintetizador que permitía 3 voces simultáneas.
Como periféricos de almacenamiento se usaban casetes de audio o en disquetes de 5,25 pulgadas, en los que se almacenaban 84 kB en una sola cara.
Una de las características más sobresalientes era el teclado, de 48 teclas y aspecto completamente profesional.
Con el paso de los años fueron apareciendo periféricos de todo tipo, desde un disco duro o impresora hasta lápices ópticos, palancas de juego (joysticks), sintetizadores de voz, etc.
Tenía prevista la ampliación de su ROM interna mediante cartuchos especiales, entre los que se contaban una versión del lenguaje de programación Logo y de CP/M. Quizás el más vendido fuera el Extended Basic o Basic Extendido, una ampliación del BASIC interno que facilitaba la programación y agregaba funciones, entre ellas los sprites.
- CPU: Microprocesador TI TMS9900, 3,3 MHz, 16 bits
- Memoria: 16 kB de RAM de vídeo (no expandible), 256 bytes RAM de programa (expandible a 32k + 256 bytes)
- Vídeo: TI TMS9918A VDP
  - Resolución en modo texto: 32×24 y 40×24 caracteres.
  - Resolución en modo gráfico: 256×192
  - 15 colores (un color transparente)
  - 32 sprites de un solo color.
- Sonido: Chip TI TMS9919
  - 3 voces, 1 canal de ruido (blanco o periódico)

- Datos: Q454390
- Multimedia: Texas Instruments TI-99/4A / Q454390